# Povijest neovisne Hrvatske

## Put k osamostaljenju, prvi višestranački izbori
Poslije Titove smrti 1980. godine vlast u bivšoj državi preuzelo je kolektivno tijelo (Predsjedništvo), koje niti je imalo interesa niti spremnosti održavati Jugoslaviju na životu predugo, jer Predsjedništvo se sastojalo od predstavnika svih tadašnjih socijalističkih republika, koji su svi gledali svoje interese, a ne interese neke zajedničke (nekad jedinstvene) države. Takvo stanje je polako dovelo do sve veće kulturne i političke slobode u državi koja je samo 9 godina prije (1971.) u krvi ugušila Hrvatsko proljeće.
1980.- ih godina se - u suprotnosti s javno proklamiranom politikom  "bratstva i jedinstva između svih naroda i narodnosti u Jugoslaviji" - opaža jačanje nacionalizama kod svih tih naroda. Koristeći svoju veću brojnost, činjenicu da se Jugoslavijom upravlja iz Beograda i razne druge povoljnije okolnosti, Srbi preuzimaju sve očitiju kontrolu nad zajedničkim funkcijama Federacije i koristima koje odatle dolaze: početkom 1980.-ih godina, tako, postotak Srba među časničkim kadrom Jugoslavenske narodne armije iznosi nešto više od 63 posto, da bi do 1986. godine prešao 70%; gotovo dvostruko više od njihovog udjela u stanovništvu Jugoslavije. Među Srbima - uključivo kulturalnu i znanstvenu elitu - nije međutim vladalo uvjerenje da tako organizirana i upravljana Jugoslavija može na duži rok osigurati ostvarivanje njihovih nacionalnih interesa, što je i iskazno u Memorandumu SANU iz 1986. godine, u kojem se dovoljno jasno progovara o ozbiljnosti trenutka, koji će naposljetku dovesti do raspada Jugoslavije na čak 7 država: "Zastoj u razvoju društva, ekonomske teškoće, narasle društvene napetosti i otvoreni međunarodni sukobi, izazivaju duboku zabrinutost u našoj zemlji. Teška kriza je zahvatila ne samo politički i privredni sistem već i celokupni javni poredak zemlje... Objektivno ispitivanje jugoslovenske stvarnosti dopušta mogućnost da se sadašnja kriza završi socijalnim potresima s nesagledivim posledicama, ne isključujući ni tako katastrofalan ishod kao što je raspad jugoslovenske državne zajednice... Slabosti koje su od početka bile prisutne u modelu, postojale su sve vidljivije. Sve nacije nisu ravnopravne: srpska nacija, na primer, nije dobila pravo na vlastitu državu. Delovi srpskog naroda, koji u znatnom broju žive u drugim republikama, nemaju prava, za razliku od nacionalnih manjina, da se služe svojim jezikom i pismom, da se politički i kulturno organizuju, da zajednički razvijaju jedinstvenu kulturu svog naroda... Postojeće depresivno stanje srpskog naroda, sa sve žešćim ispoljavanjima i srbofobije u nekom sredinama, pogoduje oživljavanju i sve drastičnijem ispoljavanju nacionalne osetljivosti srpskog naroda i reagovanjima koja mogu biti zapaljiva, pa i opasna... Jugoslavija je s Ustavom iz 1974. godine postala labava državna zajednica u kojoj se razmišlja i o drugim alternativama, a ne samo jugoslovenskoj, kao što pokazuju skorašnje izjave slovenačkih javnih poslenika i raniji stavom makedonskih političara. U Jugoslaviji da se izjasne o svojim težnjama i namerama. Srbija bi se u tom slučaju mogla i sama opredeliti i definisati svoj nacionalni interes...". U SR Hrvatskoj se slanje takvih poruka s hrvatskih pozicija u to doba nije moglo zamisliti - govorilo se o tzv. Hrvatskoj šutnji - ali je svijest o mogućem brzom raspadu Jugoslavije ipak postojala, barem kod dijela intelektualne i političke elite.
Slijede neki bitniji događaji ili datumi na putu k osamostaljenju:

### 1990.
- 11. siječnja 1990. obnovljen je rad Matice hrvatske nakon raspuštanja i zabrane djelovanja od 18 godina (zabranjena je 1972. godine)
- 5. veljače 1990. registracija političkih stranaka u Hrvatskoj (osim postojeće SKH, HDZ, HSLS, HKDS, ...), stvarni početak višestranačja
- 15. veljače 1990. hrvatski Sabor izglasao amandmane na Ustav koji legaliziraju višestranačje, usvojen novi izborni zakon
- 22. travnja 1990. prvi višestranački izbori poslije 51 godina, posljednji su višestranački parlamentarni izbori održani u Kraljevini Jugoslaviji 11. prosinca 1938., a za Hrvatski sabor 1913. godine.
- 30. svibnja 1990. konstituiranje prvog saziva hrvatskog Sabora (taj dan se obilježava kao praznik nazvan Dan državnosti).

### 1991.
- 24. siječnja 1991. JAZU postala HAZU (što je efektivno uvijek i bila)
- 31. ožujka 1991. na Plitvicama u redarstvenoj akciji protiv pobunjenih kninskih Srba poginuo hrvatski redarstvenik Josip Jović, potom je Plitvice zauzela JNA, omogućavajući srpsku okupaciju Hrvatske
- 19. svibnja 1991. održan referendum na kome se preko 93% građana Hrvatske izjasnilo za samostalnu Hrvatsku
- 25. lipnja 1991. Sabor je usvojio deklaraciju o uspostavi suverene i samostalne Hrvatske (danas je to Dan neovisnosti).
- 27. lipnja - 7. srpnja 1991. desetodnevni rat JNA i Slovenije. Ljudske žrtve: 76 mrtvih, od toga 45 pripadnika JNA, 19 Slovenaca i 12 stranih državljana
- 3. srpnja 1991. stotinjak oklopnih vozila JNA iz Vojvodine ušlo u Hrvatsku.

## Domovinski rat i mirna reintegracija okupiranih teritorija
Prvi dio rata od svibnja 1990. do Sarajevskog sporazuma 2. siječnja 1992. obilježilo je djelovanje JNA u funkciji velikosrpske osvajačke sile. Izdvajaju se tri faze. Prva faza, od sredine svibnja 1990. do početka ožujka 1991. kad je JNA razoružala Teritorijalnu obranu i provela novi strategijski razmještaj svojih snaga. U kolovozu 1990. izbija "balvan revolucija", do koje je došlo nakon pokušaja hrvatske policije da iz policijskih postaja na području sjeverne Dalmacije i Like, naseljenom većinskim srpskim stanovništvom, u čiju se lojalnost sve manje vjerovalo, odvezu dio oružja pričuvnog sastava policije. Ovo je bio povod Srbima da prekinu prometnice između Dalmacije i ostalog dijela Hrvatske. JNA formalno djeluje kao čimbenik koji onemogućava međunacionalne sukobe, ali u stvarnosti ona štiti srpske pobunjenike i onemogućava hrvatsku policiju u zaštiti teritorijalnog integriteta Hrvatske. Druga faza trajala je od početka ožujka do početka srpnja 1991. Tada su srpski pobunjenici pokušali proširiti SAO Krajinu na područja na kojima su Srbi bili u većini ili u velikom broju. JNA u tom razdoblju postaje njihov zaštitnik i sudionik u istom poslu. Treća faza djelovanja JNA i pobunjenih Srba protiv Hrvatske počinje u srpnju 1991. Srpska Teritorijalna obrana sa zastrašivanja prešla je na etničko čišćenje. Otvoreni zločin pokazao se učinkovitijim u postizanju osnovnoga cilja: etnički očistiti prostor od Hrvata i drugoga nesrpskog stanovništva. Sredinom rujna počela je ofenziva JNA na Hrvatsku s ciljem da izvuče sastav s područja, koja nisu bila u planu velike Srbije, i izlaska na njene zamišljene granice. Odustala je od namjere da porazi HV i tada prihvaća opciju zauzimanja "srpskog" teritorija, ali i od lažnog objašnjenja da djeluje kako bi "spriječila međunacionalne sukobe". Najkrupniji zalogaj bio je Vukovar. JNA je trebalo puna dva mjeseca da ga osvoji. Svjesna svog neuspjeha JNA je isticala da je Vukovar mjesto odlučne bitke s HV-om. Takvo pogrešno stajalište prihvaćeno je i u dijelu hrvatske javnosti koja smatra da nije bilo Vukovara 1991. da ne bi bilo ni hrvatske države. Prema njima pad Vukovara posljedica je odluka hrvatskog vrhovništva i da je ono moglo imati odlučan utjecaj na sve događaje, ne samo na hrvatsku stranu nego čak i na stranu napadača. Masovna dezertiranja osjetno su smanjila bojnu spremnost JNA. To je olakšalo napade na vojarne i zarobljavanje oružja i opreme JNA. Međunarodno priznanje Republike Hrvatske i Sarajevsko primirije predstavljaju kraj jedne etape rata.
Drugi dio rata obuhvaća razdoblje od Sarajevskog sporazuma u siječnju 1992. do prosinca 1994. U tom su se vremenu smjenjivali sukobi niskog intenziteta s dužim intervalima mira. Težište krize preneseno je u Bosnu i Hercegovinu. Doprinos HV bio je u pružanju pomoći bosanskohercegovačkim Hrvatima i u održanje Muslimana-Bošnjaka. S operacijom na Maslenici 1993. HV je demonstrirala svoju moć, a s operacijom u Medačkom džepu navukla je na sebe zazor dijela međunarodne zajednice. U drugoj polovici 1993. manje snage HV sudjelovale su na strani bosanskohercegovačkih Hrvata u sukobu koji je početkom godine izazvala bošnjačka Armija BiH zbog različitih koncepcija o uređenju BiH i u težnji za vojnom prevlašću. Iako malobrojne te su snage odigrale značajnu psihološku ulogu, a na međunarodnoj sceni utjecale su na izjednačavanje Hrvatske sa Srbijom.
U prosincu 1994. počelo je posljednje razdoblje, razdoblje oslobodilačkih operacija koje su trajale do kraja 1995. Operacijama Bljesak i Oluja najveći dio okupiranih i pobunjenih područja vraćen je u sastav matice zemlje. Nakon Oluje slijedio je zajednički operacijski ciklus HV, HVO-a i ABiH u Bosni i Hercegovini.
Području hrvatskog Podunavlja (istočna Slavonija) ostalo sje pod zaštitom snaga UN-a. Hrvatska je postala potpisnicom Daytonskog/Pariškog mirovnog sporazuma iz prosinca 1995. godine kojim se priznaju međunarodne granice Bosne i Hercegovine te potvrđuje pravo svim izbjeglicama na povratak njihovim domovima. Erdutski sporazum iz studenoga 1995. godine omogućio je mirnu reintegraciju istočne Slavonije u ustavnopravni poredak Republike Hrvatske, koja je okončana u siječnju 1998. godine. Međutim, tijekom tog razdoblja napredak na područjima kao što su demokratizacija, poštovanje ljudskih prava, uključujući manjinska prava, te vladavina prava bio je nedostatan da potakne unaprjeđenje odnosa s EU-om.

## Hrvatska poslije 2000.
U prosincu 1999. umro je Franjo Tuđman. Oslabljen je utjecaj HDZ-a te je izgubio na izborima početkom 2000. Premijer nove koalicijske vlade (pod vodstvom socijaldemokrata i liberala) postao je Ivica Račan (2000. – 2003.). Na predsjedničkim izborima 2000. pobijedio je Stjepan Mesić (reizabran je 2005., na položaju je bio do 2010.). Ustavnim promjenama (2000. – 2001.) smanjene su ovlasti predsjednika republike te je ojačana politička uloga Sabora. Započelo je razdoblje veće demokratizacije i društvenih reformi radi pristupanja Europskoj uniji i NATO-u (2000. Hrvatska pristupa programu NATO-a "Partnerstvo za mir"). Godine 2000. Hrvatska postaje članica Svjetske trgovinske organizacije a 2003. pristupa Sporazumu o slobodnoj trgovini srednjoeuropskih zemalja (CEFTA). U listopadu 2001. s Europskom unijom potpisan je Sporazum o stabilizaciji i pridruživanju, zahtjev za članstvo u EU podnesen je u veljači 2003. Vanjskopolitički kontinuitet održan je i nakon izbora 2003. i 2007. na kojima je pobijedio HDZ te uspostavio koalicijske vlade. Godine 2003-2009. premijer je bio Ivo Sanader (povukao se s položaja te potom došao pod istragu za korupciju i zloporabu vlasti), 2009. – 2011. premijerka je bila Jadranka Kosor. U lipnju 2004. Hrvatska je dobila status kandidata za članstvo u Europskoj uniji a početkom listopada 2005. započinje pristupne pregovore. Članica NATO-a Hrvatska je postala 1. travnja 2009. Sa Slovenijom je ostao problematičan spor oko morske granice, u studenom 2009. dogovorena je međunarodna arbitraža. Na predsjedničkim izborima u siječnju 2010. pobijedio je Ivo Josipović (kandidat SDP-a). Potaknuo je poboljšanje odnosa sa Srbijom radi jačanja regionalne stabilnosti. Nakon uspješno završenih pristupnih pregovora 9. prosinca 2011. potpisan je Ugovor o pristupanju Republike Hrvatske Europskoj uniji, a 1. srpnja 2013. Hrvatska je postala članica Europske unije. Nakon izbora potkraj 2011. SDP predvodi koalicijsku vladu, premijer je postao Zoran Milanović (predsjednik SDP-a od 2007.). U drugom krugu predsjedničkih izbora u siječnju 2015. pobijedila je Kolinda Grabar-Kitarović (kandidatkinja HDZ-a). Nakon parlamentarnih izbora u studenome 2015. formirana je u siječnju 2016. koalicijska vlada Domoljubne koalicije predvođene HDZ-om i Mosta nezavisnih lista, a premijer je postao Tihomir Orešković, opozvan u lipnju 2016. Nakon izbora u rujnu 2016. formirana je u listopadu 2016. koalicijska vlada HDZ-a i Mosta nezavisnih lista, a premijer je postao Andrej Plenković (predsjednik HDZ-a od srpnja 2016). U svibnju 2017. raskinuo koaliciju s Mostom, a u lipnju 2017. sklopio koaliciju s Hrvatskom narodnom strankom. U drugom krugu predsjedničkih izbora u siječnju 2020. pobijedio je Zoran Milanović (predsjednik SDP-a 2007. – 16., premijer 2011. – 16.); od 19. veljače 2020. na položaju je predsjednika republike.